# Morette
Morette és un municipi francès situat al departament de la Isèra i a la regió d'Alvèrnia-Roine-Alps. L'any 2007 tenia 399 habitants.

## Demografia

### Població
El 2007 la població de fet de Morette era de 399 persones. Hi havia 148 famílies de les quals 29 eren unipersonals (4 homes vivint sols i 25 dones vivint soles), 37 parelles sense fills, 57 parelles amb fills i 25 famílies monoparentals amb fills.
La població ha evolucionat segons el següent gràfic:
Habitants censats

### Habitatges
El 2007 hi havia 155 habitatges, 150 eren l'habitatge principal de la família, 4 eren segones residències i 1 estava desocupat. 146 eren cases i 9 eren apartaments. Dels 150 habitatges principals, 123 estaven ocupats pels seus propietaris, 24 estaven llogats i ocupats pels llogaters i 4 estaven cedits a títol gratuït; 1 tenia una cambra, 1 en tenia dues, 13 en tenien tres, 39 en tenien quatre i 96 en tenien cinc o més. 143 habitatges disposaven pel capbaix d'una plaça de pàrquing. A 36 habitatges hi havia un automòbil i a 102 n'hi havia dos o més.

### Piràmide de població
La piràmide de població per edats i sexe el 2009 era:
| Homes | Edats   | Dones |
| ----- | ------- | ----- |
| 0     | 95 o +  | 0     |
| 4     | 90 a 94 | 0     |
| 0     | 85 a 89 | 0     |
| 8     | 80 a 84 | 4     |
| 8     | 75 a 79 | 4     |
| 4     | 70 a 74 | 4     |
| 16    | 65 a 69 | 8     |
| 0     | 60 a 64 | 12    |
| 12    | 55 a 59 | 0     |
| 16    | 50 a 54 | 12    |
| 24    | 45 a 49 | 20    |
| 8     | 40 a 44 | 16    |
| 12    | 35 a 39 | 12    |
| 24    | 30 a 34 | 20    |
| 0     | 25 a 29 | 4     |
| 8     | 20 a 24 | 16    |
| 12    | 15 a 19 | 12    |
| 4     | 10 a 14 | 16    |
| 28    | 5 a 9   | 16    |
| 8     | 0 a 4   | 16    |

## Economia
El 2007 la població en edat de treballar era de 258 persones, 193 eren actives i 65 eren inactives. De les 193 persones actives 182 estaven ocupades (100 homes i 82 dones) i 11 estaven aturades (5 homes i 6 dones). De les 65 persones inactives 25 estaven jubilades, 25 estaven estudiant i 15 estaven classificades com a «altres inactius».

### Ingressos
El 2009 a Morette hi havia 150 unitats fiscals que integraven 383,5 persones, la mediana anual d'ingressos fiscals per persona era de 20.789 €.

### Activitats econòmiques
Dels 10 establiments que hi havia el 2007, 1 era d'una empresa de fabricació de material elèctric, 1 d'una empresa de fabricació d'altres productes industrials, 2 d'empreses de construcció, 1 d'una empresa de comerç i reparació d'automòbils, 1 d'una empresa d'hostatgeria i restauració, 1 d'una empresa financera, 2 d'empreses de serveis i 1 d'una empresa classificada com a «altres activitats de serveis».
L'únic servei als particulars que hi havia el 2009 era una lampisteria.
L'any 2000 a Morette hi havia 28 explotacions agrícoles que ocupaven un total de 231 hectàrees.

## Equipaments sanitaris i escolars
El 2009 hi havia una escola elemental integrada dins d'un grup escolar amb les comunes properes formant una escola dispersa.

## Poblacions properes
El següent diagrama mostra les poblacions més properes.